# Arisaema fimbriatum
Arisaema fimbriatum är en kallaväxtart som beskrevs av Maxwell Tylden Masters. Arisaema fimbriatum ingår i släktet Arisaema och familjen kallaväxter.

## Underarter
Arten delas in i följande underarter:
- A. f. bakerianum
- A. f. fimbriatum